# Recski kényszermunkatábor
A recski kényszermunkatábor a Heves vármegyei Recsk község mellett emelkedő Csákány-kő nevű hegy kőbányája közelében, 1950 októbere és 1953 ősze között, az Államvédelmi Hatóság (ÁVH) által működtetett kényszermunkatábor volt. A mintegy 100 kisebb-nagyobb internáló- és munkatábor közül a leghírhedtebb. A „magyar Gulag”.
Dálnoki Miklós Lajos és Gábori György véleménye, kik Dachauban és Recsken is voltak, és Recsket tartották gyötrelmesebbnek.

## Elhelyezkedése
Heves vármegyében, Recsk község központjától 3 kilométerre délnyugatra, a Mátra Csákány-kő nevű hegyének kőbányája közelében, 400 méteres tengerszint feletti magasságban található. (A 24-es főúttól a tábor felé vezető út első, mintegy 200 méteres szakasza, Recsk-Parádfürdő vasútállomás térségéig országos közútként a 24 308-as számozást viseli, a folytatás már számozatlan önkormányzati út.) A kőbánya a tábortól 600 méterre, délre van.

## Története
A szovjet Gulagok mintájára szervezett táborban a bírósági ítélet nélkül idehurcolt mintegy 1500 fogvatartottat minimális létfeltételek között dolgoztatták folyamatosan a kőbányában. A rabokat sokszor állati kegyetlenséggel fenyítették, kínozták, éheztették. A táborban a társadalom minden rétegéből voltak foglyok, s mindenkinek megvolt a saját története; hogy miért került Recskre.
A régi nemességből igen sokan leltek súlyos kínzásokat a recski kényszermunkatáborban. Közülük: gróf sédeni és remetei Ambrózy Gyula (*1908); Dálnoki-Miklós Lajos (*1929); Dálnoki-Miklós László (*1921); fekésházi Fekésházy Géza (1924–2007); görgői és toporczi Görgey Guidó (1920–2013), katonatiszt; hertelendi és vindornyalaki Hertelendy Andor (*1927), katonatiszt (aki gróf Széchenyi Zsigmondné Hertelendy Margit fivére); gróf dr. Hoyos János (1915–2003), orvos; dr. ivádi Ivády Sándor (1903–1998), olimpiai bajnok vízilabdázó; bánfalvai és homokszentiványi Keresztessy Lóránd (1914–2009); Konkoly-Thege Miklós (*1914); krasznai Krasznay Béla (1923–2015); okolicsnai Okolicsányi László (*1900); őrgróf Pallavichini Alfréd (1909–1995), híres berepülőpilóta; rásonyi Papp István (1925–2014); bonyhádi Perczel Tamás (1923–2012); jószási Purgly Tamás (*1904); besenyői és velikei Skublics György (*1928); gróf dr. Somssich József (1916–2000); tabódi és fekésházi Tabódy István (1921–2000), katonatiszt, később pap, székesfehérvári kanonok; thuriki és komjáthnai Thuránszky László (*1921); gróf zicsi és vázsonykői Zichy Péter (1924–2008) jogász.
Az Északkeleti Betörés az első sorban állt, Egri Gyurka mellett. Nyájas és jóindulatú férfiúnak ismertük, óriási fejével és hatalmas állával, mely elfedte nyakát, sőt melle egy részét is, ő volt a tábor legkisebb embere; az egyetlen, aki az alsó ágysorban egyenesen ülni tudott, anélkül, hogy beverte volna fejét. Polgári nevén Tóth Gézának hívták; szemtől szembe Géza bácsinak szólítottuk, de háta mögött mindenki Északkeleti Betörésnek mondta. Az öregúr a Meteorológiai Intézet egyik vezetője volt. Letartóztatását és csúfnevét annak köszönhette, hogy az általa szerkesztett meteorológiai jelentésben másnapra „lágy nyugati szellőket” ígért, a következő két napra pedig „északkeletről, a Szovjetunió irányából közelgő fagyos légrétegek betörését” jósolta. Ha jósolta, kétségtelenül így volt, mert az öregúr millibár fokokban, szélsebességben és hasonlókban nem ismer tréfát. A következő napon elvitte az ÁVO, „a meteorológiai jelentésbe csempészett imperialista propaganda- és kémtevékenység” címén.
Mivel a táborból senki sem szabadulhatott, létét sikerült teljesen titokban tartani. Mindössze kétszer volt sikeres szökési kísérlet a táborból. Az első alkalommal a megszökött rab átjutott Csehszlovákiába, de miután hírét vette, hogy családjának több tagját letartóztatták, föladta magát. A második alkalommal 1951. május 20-án nyolc rab szökött meg úgy, hogy az egyikük őrnek öltözött és úgy tettek, mintha külső munkára mennének. A csoport legtöbb tagját elfogták, azonban egyiküknek, Michnay Gyulának sikerült eljutnia Bécsig, és a Szabad Európa Rádióban beolvasta 600 rabtársa nevét. A Nyugat ekkor értesült a táborról, a hozzátartozók pedig innen tudhatták meg, hogy szeretteik még élnek.
Sztálin halála (1953. március 5.) után a miniszterelnökké kinevezett Nagy Imre a többi internálótáborral együtt ezt is megszüntette. Az épületeket, tornyokat és kerítéseket ezután ledózerolták, és lényegében semmi sem maradt meg belőlük. A tábor helyét a rendszerváltás után sikerült beazonosítani, egy-két épületet pedig helyreállítottak, eredeti állapotában – a túlélők elbeszélése, illetve a meglévő fényképek alapján.
A táborban meghaltak és meggyilkoltak tömegsírját a mai napig nem sikerült megtalálni.

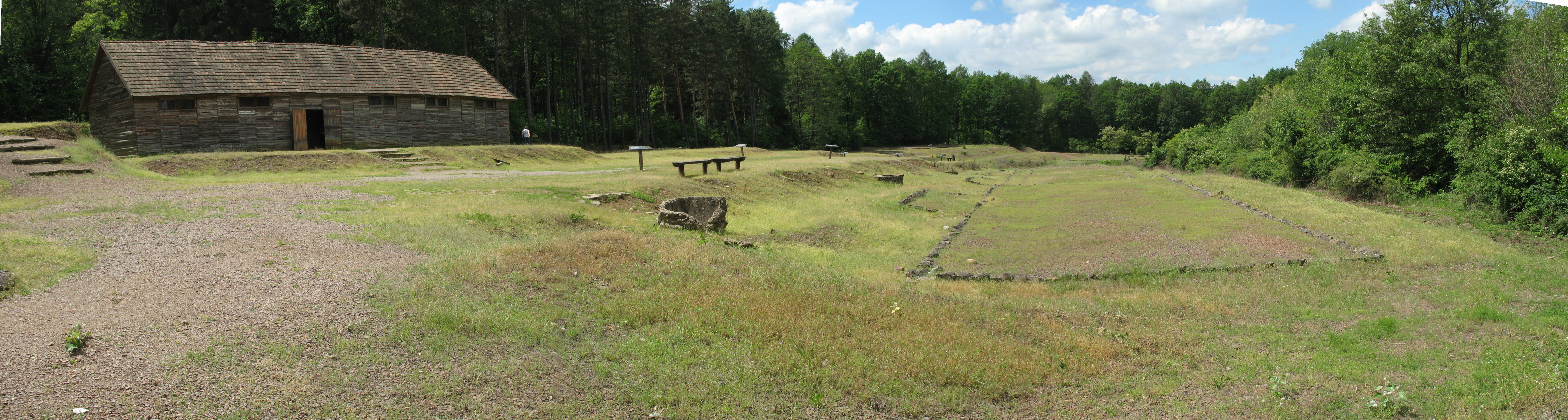
A tábor területe (mai nézet)

### A tábor szellemisége
Az Államvédelmi Hatóság őrei Rákosi Mátyás, a tábor fennállása alatt regnáló MDP főtitkár utasítására az alábbi jelmondatot tekintették a foglyokkal való bánásmód alaptételének:
Ne csak őrizd, gyűlöld is!
A fenti idézetnek megfelelően a rendszeres verések, a napi 14-16 óra fizikai munka és az állandó éheztetés volt a napi rutin. A fogvatartók kidolgoztak külön Recskre jellemző kínzási módszereket is, ilyen volt például a vizes fogdában fogvatartás vagy a gúzsban illetve a döntött gúzsban lógatás. Egy egykori fogoly, Krasznay Béla így számol be egy jellemző élményéről:
... fogoly villanyszerelő felment az oszlopra, dolgozott odafönn, de leejtette a fogót. Erre az alul álló ávós lelőtte, mondván, őt akarta fejbe dobni.

### Titoktartás 1953 után
A tábor egykori rabja, Faludy György önéletrajzi regényében így jellemzi az 1953. szeptemberi szabadon bocsátások légkörét:
A Magyar Népköztársaság nevében bocsánatot kérek öntől azért az igazságtalanságért, jogtalanságért és méltatlanságért, melyet el kellett szenvednie.
…figyelmeztetett, hogy a törvény hatévi fegyházbüntetést ír elő, amennyiben rabságunk körülményeiről, helyéről, okairól akár bármit is elárultunk. Azzal a jó tanáccsal szolgálhat, hogy a kérdezősködőket jelentsük fel, közvetlen hozzátartozóinknak pedig mondjuk, hogy tanulmányúton voltunk a Szovjetunióban. Ismert jelszó volt: „Hallgatsz a sírig, vagy te kerülsz sírba!”

## Híres foglyok
- Both Béla[7]
- Dobó József[8][9]
- Erdey Sándor
- Faludy György
- Földváry-Boér Elemér
- Gábori György
- Györgyey Ferenc Aladár[10]
- Krasznay Béla[11]
- Michnay Gyula[5]
- Sztáray Zoltán

## Táborparancsnokok
- 1950. augusztus – 1951. május: Fóris Béla
- 1951. augusztus – 1952 február: Csete József[12]
- 1952 tavasza – 1953 tavasza: Fazekas Péter
- 1953 tavasza – a tábor feloszlásáig: Tóth Gyula[13]

## Emlékezete

### Nemzeti Emlékpark

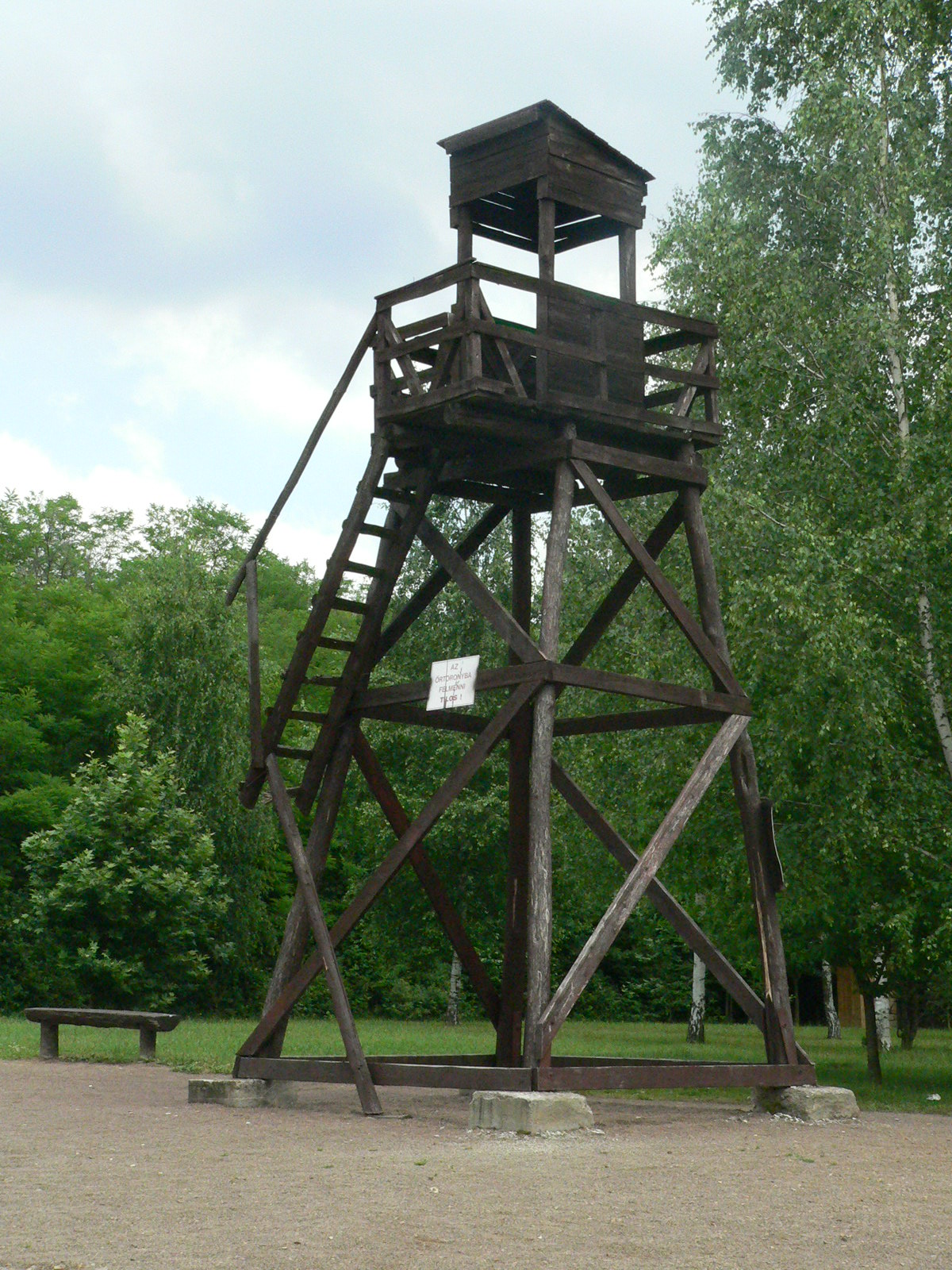
Az egykori őrtorony

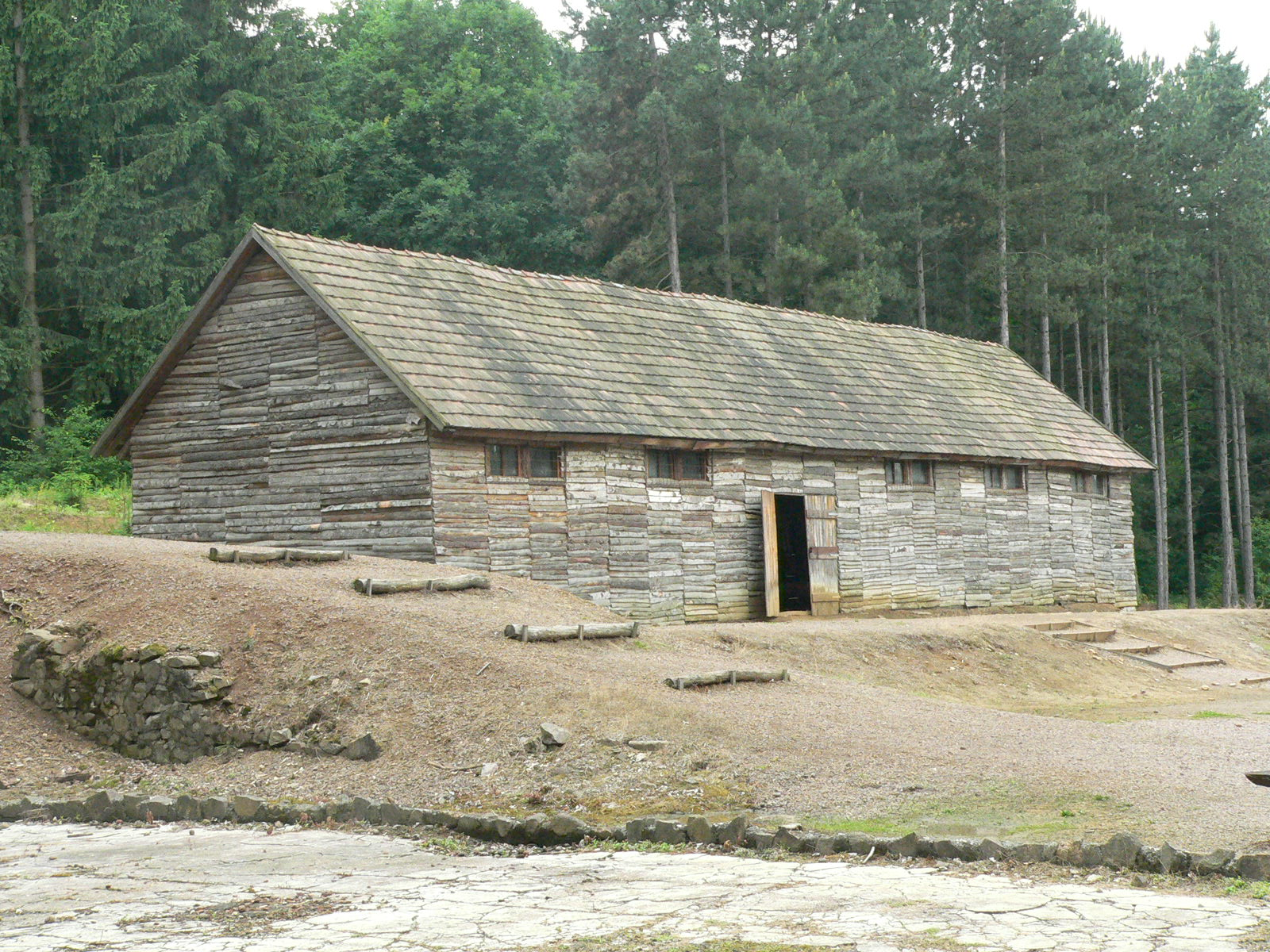
A tábor egyik büntetőbarakkja

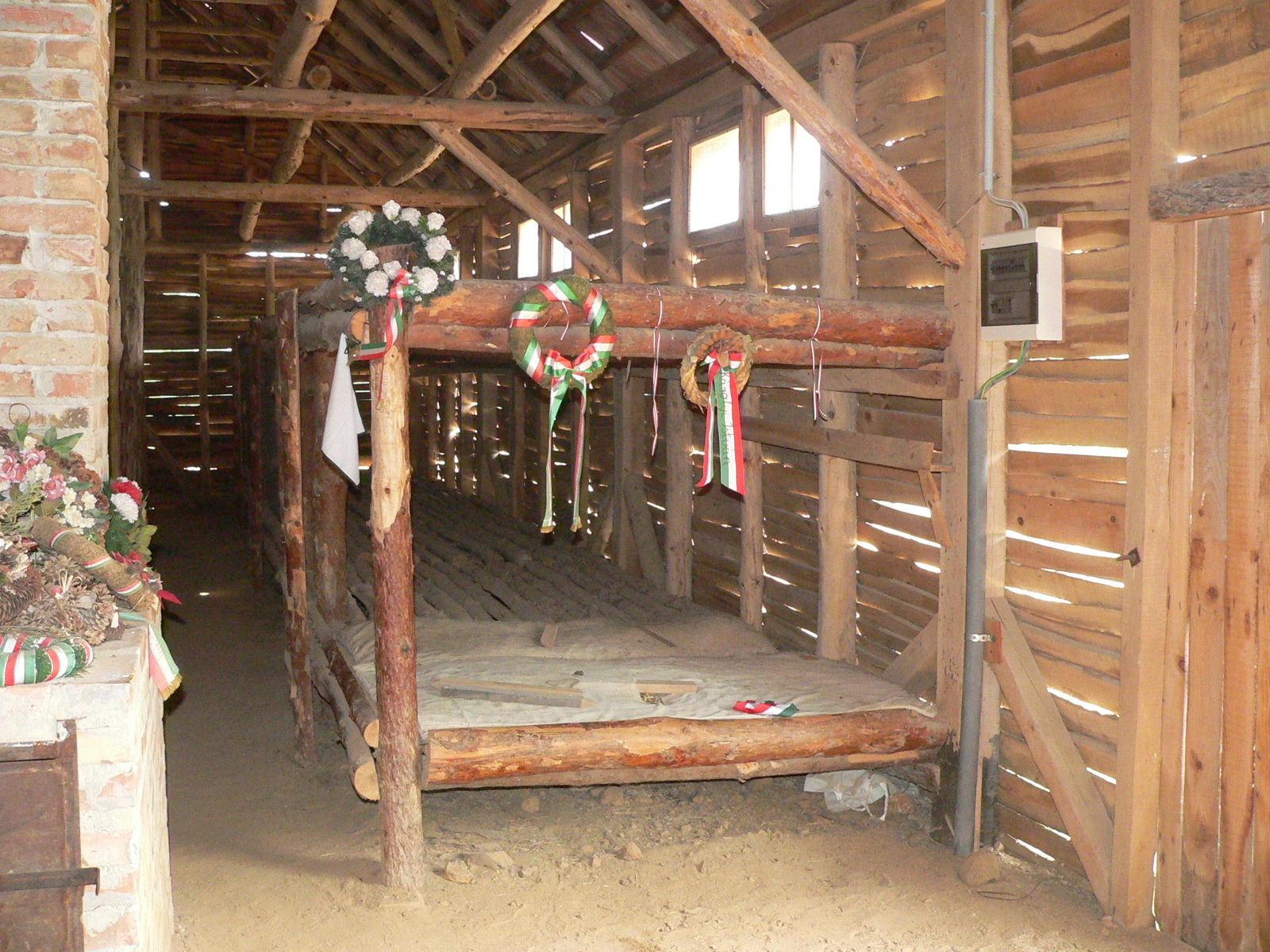
A büntetőbarakk belső tere

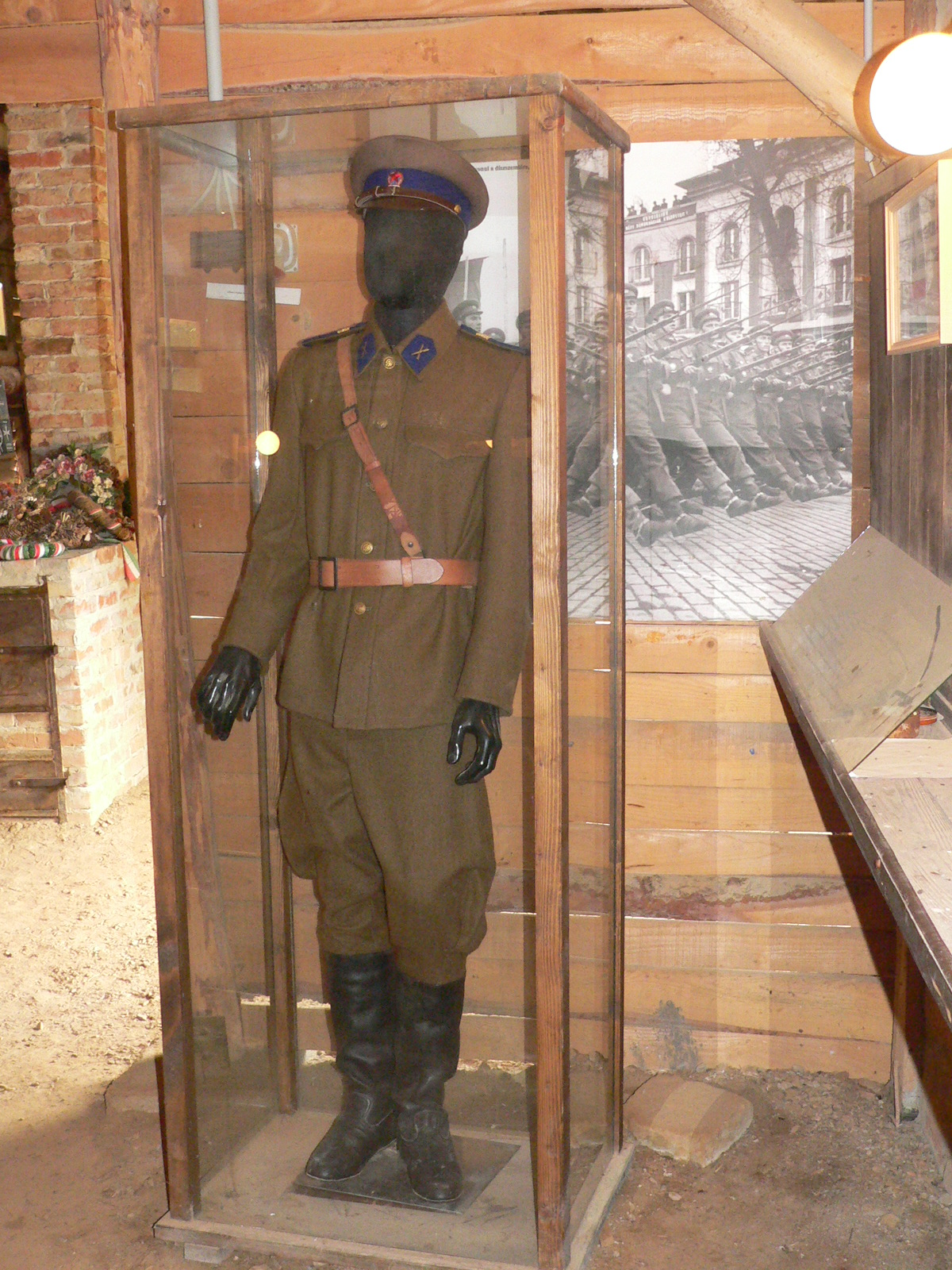
A kiállítás részlete a barakkban

Az 1996-ban felavatott Recski Nemzeti Emlékpark a hírhedt recski kényszermunkatábor volt rabjainak állít emléket. Megtekinthető az őrtorony, a rabok elszállásolására épített barakk, valamint a tábor szögesdrótkerítésének egy része.

### Filmek
- Recsk 1950-53. Történelmi portrék, dokumentumfilm, rendező: Böszörményi Géza és Gyarmathy Lívia, 86 perc, 1988
- Szökés. Rendező: Gyarmathy Lívia, író: Böszörményi Géza, 96 perc, 1997